# Hong Kong en los Juegos Paralímpicos de París 2024
Hong Kong estuvo representado en los Juegos Paralímpicos de París 2024 por un total de veintitrés deportistas, catorce mujeres y nueve hombres.

## Medallistas
El equipo paralímpico hongkonés obtuvo las siguientes medallas:
| Nombre                     | Deporte   | Evento                      |
| -------------------------- | --------- | --------------------------- |
| Oro                        |           |                             |
| Ho Yuen Kei                | Bochas    | Individual BC3 femenino     |
| Ho Yuen Kei Tse Tak Wah    | Bochas    | Dobles BC3 mixto            |
| John Loung                 | Bochas    | Individual BC1 masculino    |
| Plata                      |           |                             |
| Chan Ho Yuen               | Bádminton | Individual WH2 masculino    |
| Cheung Yuen                | Bochas    | Individual BC4 femenino     |
| Cheung Yuen Leung Yuk Wing | Bochas    | Dobles BC4 mixto            |
| Chan Yui Lam               | Natación  | 100 m mariposa S14 femenino |
| Bronce                     |           |                             |
| Ng Cheuk Yan               | Natación  | 100 m braza SB6 femenino    |